# Akkrum

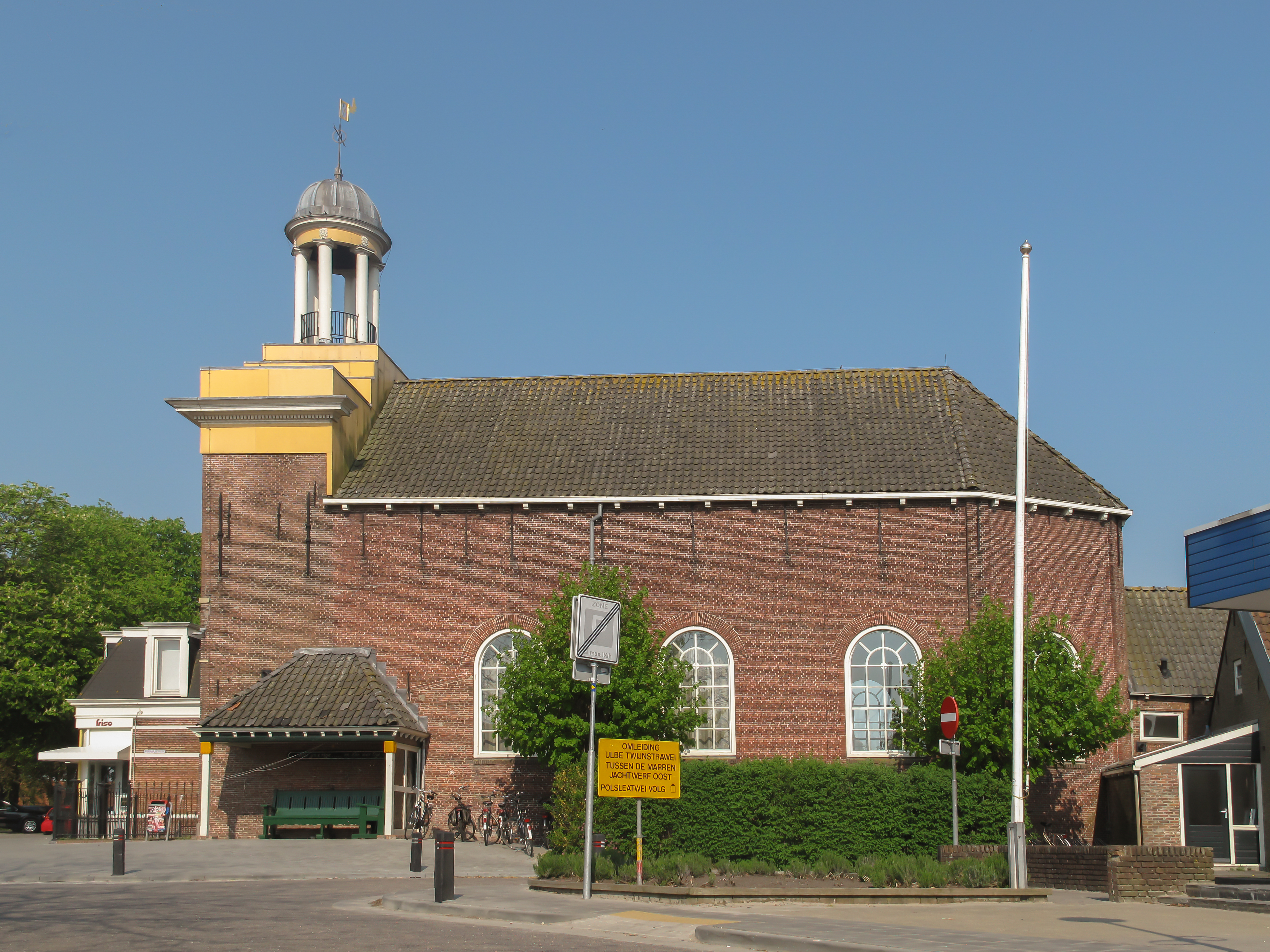
Akkrum, église protestante

Akkrum est un village situé dans la commune néerlandaise de Heerenveen, dans la province de la Frise. Le 1er janvier 2007, le village comptait 3 290 habitants.